# Louis-Désiré-Joseph Donvé
Pour l’article homonyme, voir Jean François Donvé.
Louis-Désiré-Joseph Donvé, né à Lille le 6 janvier 1760 et mort dans la même ville le 3 décembre 1802, est un peintre français.

## Biographie
Il commence ses études dans l'atelier de Jean-Baptiste Dusillon avant d'être admis à l'école de dessin de Lille où il obtient une médaille. Vers 1780, il se rend à Paris pour suivre l'enseignement de Jean-Baptiste Greuze dont il deviendra l'intime. En 1785, il est agréé par l'Académie des Arts de Lille. En 1794, il épouse Julie Telliez dont il a un fils l'année suivante. Son style, très proche de celui de son maître, et ses talents de portraitiste lui confèrent une grande réputation, notamment à Lille où il expose régulièrement au Salon. Ami de Greuze, il lui a plusieurs fois servi de modèle, notamment pour le fils prodigue dans La malédiction paternelle.